# 雷射唱片
雷射唱片（直译：「微缩光盘」，縮寫：CD）是一種用以儲存數位資料的，原被開發用作儲存數位音訊。CD在1982年面世，至今仍然是商業錄音的標準儲存裝置。
在CD尚未發明之前，音響系統大多是屬於類比訊號，音樂的來源大多是30公分直徑的密紋唱片、收音機以及錄音機等。

## 歷史

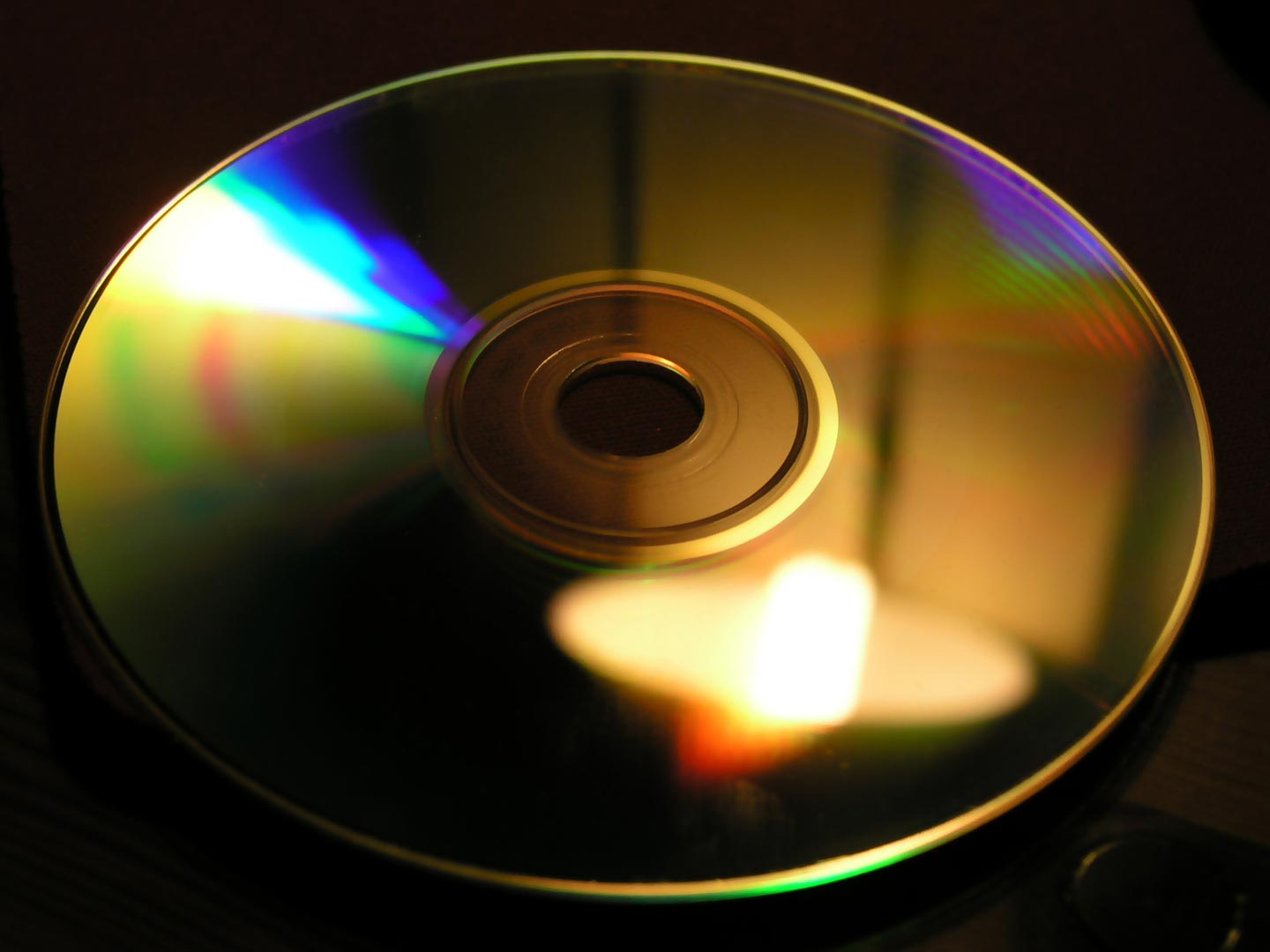
標準（120毫米）CD

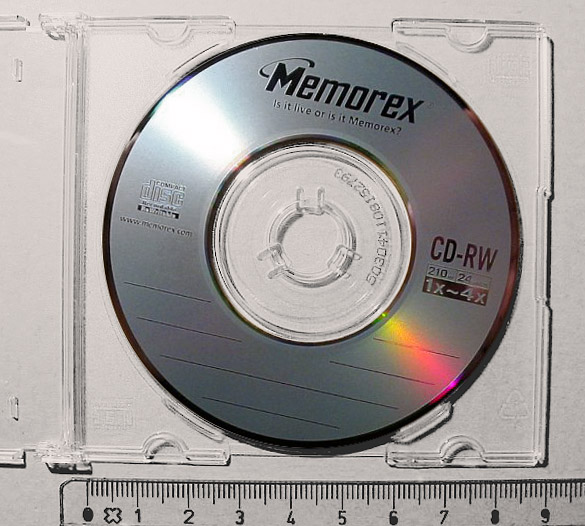
80 毫米的CD

CD光碟機起始於1974年，由荷蘭的飛利浦公司與日本的Sony合作所發表的音樂光碟（Audio CD），亦稱為CD-DA（Compact Disc-Digital Audio）；從此之後，因其它儲存媒體市場的發展而連續推出一系列的光碟規格與產品。
CD原本僅是為了家電、唱片市場所設計，並沒有想到CD將來可以用於電腦的用途。當時電腦的資料儲存還在5.25吋的磁片階段，包括3.5吋的磁碟亦尚未被發明。
CD技術其後被用作儲存資料，稱為CD-ROM。可錄式光碟隨後面世，包括只可錄寫一次的CD-R及可重複錄寫的CD-RW，直至2007年為止，成為個人電腦業界最為廣泛採用的儲存媒體之一。CD及其衍生格式取得極大的成功，2004年，全球Audio CD、CD-ROM、CD-R、CD-RW等的合計總銷量達到300億張。
自CD出現在音響市場之後，30公分直徑的模擬制式LP唱片就開始慢慢隱退。以後所有有關CD的同類產品，包括DVD與藍光光碟，均是由此衍生的。至今，CD播放器依然是很多音樂愛好者的收藏必備，並且以其穩定的音質和懷舊的魅力，繼續在家用音響系統中占有一席之地。

## 物理分析

CD的层解：
A 聚碳酸酯光盘层，通过撞击来记录数据
B 光泽面反射激光
C 一层清漆可以使光泽面保持发光
D 艺术样品印制在最上端的盘面
E 用激光束读取数据时，它会反射到传感器上并转换为电子信号

CD的基本規格（根據1983年9月的Audio-CD 標準紅皮書）：
- 掃瞄速度：1.2–1.4 m/s，固定線速度/CLV（Constant Linear Velocity）- 約相等於碟內環每分鐘500轉，碟外環每分鐘200轉。
- 軌距 (Track pitch)：1.65 微米
- 碟直徑：124 毫米
- 碟厚度：1.2 毫米
- 內半徑面積：24 毫米
- 外半徑面積：358 毫米
- 讀寫速度：1X = 150 KiB/s = 153,600 Bytes/s
- 容量：700MB

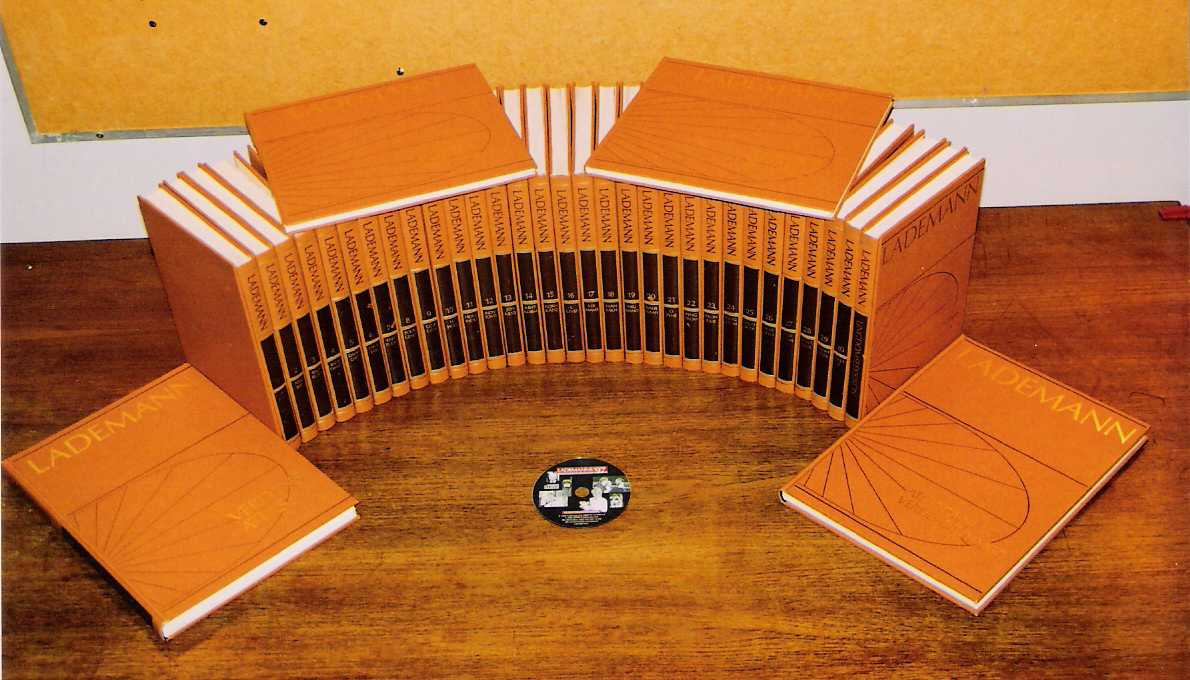
一张CD可存放700MB

最初，飛利浦和索尼打算製造一種播放時間為60分鐘，直徑為100毫米（索尼）或115毫米（飛利浦）的數碼光碟，但時為索尼副社長的大賀典雄堅持「不能讓歌劇在幕中中斷，並且需得納入貝多芬第九交響曲。若不是使用者能接受的媒體那就沒意義了。」由於已知當時貝多芬九號中最長演奏為福特萬格勒於1951年拜魯特音樂節的74分鐘錄音版本，最終雷射唱片定為能容納74分42秒音樂的120毫米光碟。

### 音频CD
音频CD（Audio-CD）包括一條或以上的立體聲音軌（Track），以16bit PCM編碼，採樣率為44.1kHz。標準CD的直徑為120毫米或80毫米，120毫米CD可儲存約80分鐘的音频。80毫米的鐳射唱片，有時被用作發行單曲鐳射唱片（CD singles），則可儲存約20分鐘的聲音資料。
音樂CD采用“交叉交错的里德-所罗门码（CIRC）”与“八比十四調變（EFM编码）”保证所刻内容的质量。

## 保養
無論日常使用還是在環境暴露的情況下，光碟都很容易受到損害。由於小坑更接近於碟片標籤的一面，所以在播放時，儘管在乾淨面上的缺口和污垢容易成為焦點而被當做數據錯誤地解析出來，但是划痕可以用折射率相近的塑料填充或通過精心打磨而去除。相對地，當CD在標籤面受到刮擦時受到的損害實際更大。